# Jean Charles de Crussol
Jean Charles de Crussol, 7. Duc d’Uzès (* 29. Dezember 1675 in Paris; † 20. Juli 1739 auf Burg Uzès) aus dem Haus Crussol, war ein französischer Adliger, Militär und Höfling.
Er war Duc d’Uzès, Premier Pair de France, Prince de Soyons, Comte de Crussol, Seigneur et Baron de Florensac, de Vias, d’Aimargues, de Bellegarde, de Remoulins, de Sernhac, de Saint-Geniès, et de Puycornet, Seigneur d’Acier, et de Cadenat, de Pont-Sainte-Maxence, de Brenouille et du Menil-lès-Pont.
Zudem war er Seigneur incommutable du domaine que le Roi avait dans la ville d’Uzès, haute et basse viguerie d’Uzès („Unveränderlicher Herrscher über das Gebiet, das der König in der Stadt Uzès hat, obere und untere Viguerie von Uzès“), Saint-Jean-de-Marvejols, et Pays d’Uzege, Gouverneur und Lieutenant-général von Saintonge und Angoumois, Gouverneur particulier der Städte und Burgen Saintes und Angoulême.

## Leben
Er war der zweite Sohn von Emmanuel de Crussol, 5. Duc d‘Uzès (1642–1692), und Marie Julie de Sainte-Maure (1646/47–1695). Sein älterer Bruder war Louis de Crussol, 6. Duc d’Uzès (* 1568), der am 29. Juli 1593 in der Schlacht bei Neerwinden getötet wurde. Seine ältere Schwester Julie Françoise (* 17. November 1669; † 6. Juli 1742) heiratete am 21. August 1686 Louis Antoine de Pardaillan de Gondrin, Marquis und später (1711) Duc d’Antin. Seine Großeltern väterlicherseits waren François de Crussol, 4. Duc d’Uzès (1599/1600–1680), und Marguerite d'Apchier (1617/19–1708), Comtesse de Vazeilles. Seine Mutter war die einzige Tochter und Erbin von Charles de Sainte-Maure, Duc de Montausier, Gouverneur des Grand Dauphin, und Julie d’Angennes, Marquise de Rambouillet (bekannt als Princesse Julie).
Durch den Tod seines Bruders wurde er der 7. Herzog von Uzès, Premier Pair de France etc. sowie Inhaber des Régiment de Crussol, und Gouverneur von Saintonge und Angoumois.
Während der zweiten Hälfte des Pfälzischen Erbfolgekriegs nahm er an den Belagerungen von Charleroi (September/Oktober 1693), Ath, Diksmuide und Deinze teil, an der Bombardierung von Brüssel (13.–15. August 1695), dem Marsch von Le Pont d’Esquières, sowie am Sieg über den Prince de Vaudémont bei Deinze. Er diente bis zum Frieden von Rijswijk (September/Oktober 1697), mal in der Flandernarmee, die unter dem Befehl des Grand Dauphin und Villeroys nichts Bedeutendes mehr vollbrachte, mal in der Moselarmee, deren Operationen sich auf Vorstöße und Rückzüge beschränkten.
Im Jahr 1701, zu Beginn des Spanischen Erbfolgekriegs, gehörte das Régiment de Crussol zu den Truppen, die für den neuen König Philipp V. die Spanischen Niederlande besetzten; 1702 wurde es unter dem Oberkommando von Marschall Catinat zur Armee geschickt, die sich am Rhein versammelte. Im September gehörte es zu dem Teil dieser Armee, der mit Villars von Straßburg aus aufbrach, bei Huningue den Rhein überquerte und den Sieg von Friedlingen (14. Oktober 1702) errang, der Villars den Marschallstab einbrachte. Ende des Jahres 1702 zwang Crussol im Feldlager von Hagenau ein Sturz von seinem Pferd sich aus dem aktiven Dienst zurückzuziehen und sein Regiment abzugeben: es wurde am 3. Dezember 1702 von seinem Schwager Louis Antoine de Pardaillan de Gondrin, dem späteren Duc d’Antin, unter den Namen Régiment d'Antin übernommen.
Am 14. Mai 1706 leistete er beim Parlement de Paris seinen Eid als Herzog und Pair und nahm seinen Sitz ein. Im Jahr 1720 gab er den Herzogstitel an seinen Sohn Charles Emmanuel ab. Im Jahr 1721 tauschte er mit König Ludwig XV. das Land Lévis gegen die Rechte des Königs in Uzès, was die Macht der Herzöge erheblich stärkte. 1724 wurde er zum Ritter im Orden vom Heiligen Geist ernannt.

## Ehen und Familie
Crussol war zweimal verheiratet. Seine erste Ehe schloss er am 17. Januar 1696 mit Anna Hippolyte Princesse Grimaldi (* 1665), Tochter von Louis I., Fürst von Monaco, Duc de Valentinois, Pair de France, und Catherine Charlotte de Gramont (der ehemaligen Mätresse des Königs Ludwig XIV.). Ihre Kinder sind:
- Marguerite (* 1696, † klein)
- Anne Charlotte († 15. März 1706 in Paris)
- Sohn (*/† 28. Juli 1700)

Die Herzogin starb am 28. August 1700 im Kindbett und wurde im Karmelitinnenkloster des Faubourg Saint-Jacques bestattet.
Crussol heiratete per Ehevertrag vom 10. März 1706 und kirchlich am 13. März 1706 in zweiter Ehe Anne Marie Marguerite de Bullion de Fervaques (* 1684; † 3. August 1760), Tochter von Charles Denis de Bullion, Marquis de Fervaques et de Gallardon, und Marie Anne Rouillé de Meslay. Ihre Kinder sind:
- Charles Emmanuel (* 11. Januar 1707; † 3. Februar 1762), 8. Duc d’Uzès, Pair de France, Gouverneur von Saintonge und Angoumois; ⚭ (1) (Ehevertrag 3. Januar 1725) Émilie de La Rochefoucauld (* 9. November 1700; † 25. Oktober 1753), Tochter von François VIII. de La Rochefoucauld, 4. Duc de La Rochefoucauld, Pair de France, und Madeleine Charlotte Le Tellier de Louvois (Tochter von François Michel Le Tellier de Louvois, dem Minister Ludwigs XIV.); ⚭ (2) 8. Juni 1759 Marie Gabrielle Marguerite de Gueydon, Tochter von Henri de Gueydon und Gabrielle de Larnac
- Anne Marie Louise (* 5. August 1708; † 1708)
- Anne Louise Hortense (* 25. Juli 1709; † September 1709)
- Anne Marie Antoinette (* 25. Juli 1709; † 1710)
- Louis Emmanuel (* 14. März 1711 in Uzès; † 22. November 1743 ebenda), genannt Marquis de Florensac, Capitaine des Vaisseaux du Roi
- François Alexandre (* 21. September 1712 in Uzès; † 21. Dezember 1714), genannt Marquis d‘Acier
- Anne Julie Françoise (* 11. Dezember 1713; † 1797), ⚭ 19. Februar 1732 Louis César de La Baume Le Blanc, Duc de Vaujour-La Valliére, Pair de France, Gouverneur und Seneschall von Bourbonnais († 16. November 1780)
- Anne Charlotte Emmanuelle (* 13. Mai 1717; † August 1718), genannt Mademoiselle de Crussol

Der Herzog starb am 20. Juli 1739 auf Burg Uzès und wurde bei den Kapuzinern der Stadt bestattet.